# 菊地慶
菊地 慶（きくち よしと、2008年3月6日 - ）は、神奈川県 出身。所属芸能事務所はテアトルアカデミー 。

## 人物・経歴
こども歌舞伎スクール寺子屋に在籍。

## 出演作品
※太字はメインキャラクター

### 歌舞伎、舞台
平成26年（2014年） 

　 1月 浅草公会堂 新春浅草歌舞伎 『源平布引滝  義賢最期』九郎助孫  太郎吉役 

　 6月 渋谷コクーン歌舞伎 『三人吉三巴白浪』（三人吉三）長屋の子供役  

　 7月 まつもと市民芸術館 『三人吉三巴白浪』（三人吉三）長屋の子供役  

　11月 博多座 『笑う門には福来たる』勲役  

　12月 新橋演舞場 『笑う門には福来たる』勲役  

平成27年（2015年）  

　 2月 歌舞伎座 二月大歌舞伎『彦山権現誓助剱・毛谷村』一味斎係  弥三松役 
小学館『演劇界』2015年4月号 p74 

　 5月 歌舞伎座 團菊祭五月大歌舞伎『神明恵和合取組』（め組の喧嘩）辰五郎倅  又八役 
小学館『演劇界』2015年7月号  
 
平成28年（2016年）  

　 2月 三越劇場『おばこ』村の子供役 

　 4月 明治座  『浮かれ心中』町の子供役  

　 5月 歌舞伎座 團菊祭五月大歌舞伎『菅原伝授手習鑑・寺子屋』小太郎役  

　 7月 歌舞伎座 江戸絵両国百景『荒川の佐吉』見物の子供役  

　 8月 歌舞伎座『権三と助十』長屋の子供役  

　10月 歌舞伎座 芸術祭十月歌舞伎『女暫』茶後見役

　11月 歌舞伎座 吉例顔見世大歌舞伎 『盛綱陣屋』小三郎役

　12月 歌舞伎座  十二月大歌舞伎『菅原伝授手習鑑 寺子屋』小太郎役

平成29年（2017年）

　 2月 歌舞伎座  江戸歌舞伎三百九十年 猿若祭二月大歌舞伎『四千両小判梅葉』お民役

　 5月 歌舞伎座  團菊祭五月大歌舞伎『伽羅先代萩』鶴千代役

　10月 錦秋名古屋  御園座『恋女房染分手綱　重の井』三吉役

平成30年（2018年）

　 1月  浅草公会堂 新春浅草歌舞伎 『元禄忠臣蔵　御浜御殿綱豊卿』 お犬某役

　 2月 博多座 二月花形歌舞伎 『於染久松色読販　お染の七役（おそめのななやく）』丁稚役

　      『鰯賣戀曳網（いわしうりこいのひきあみ）』 禿役

　 4月 金丸座 四国こんぴら歌舞伎大芝居 『魚屋宗五郎』酒屋丁稚 与吉役
平成31年（2019年）

　 4月 金丸座 四国こんぴら歌舞伎大芝居 『義経千本桜』すし屋 六代君
　 6月 博多座大歌舞伎 六月博多座大歌舞伎  『土蜘蛛（つちぐも）』おとわか役  太刀持ち 
　 9月 歌舞伎座 秀山祭九月大歌舞伎  『勧進帳（かんじんちょう）』  おとわか役  太刀持ち

### 劇場アニメ
- ファインディング・ドリー（2016年） - ニモ 役（日本語吹替版）

### 吹き替え
- ルーム（2016年） - ジャック〈ジェイコブ・トレンブレイ〉 役